# Arsen Galstyan
Arsen Zhorayevich Galstyan (en russe : Арсен Жораевич Галстян ; né le 19 février 1989 à Nerkin Karmir aghbyur (RSS d'Arménie)) est un judoka russe.

## Biographie
Après plusieurs médailles aux championnats d'Europe et du monde, il obtient la médaille d'or aux Jeux olympiques de Londres en 2012 dans la catégorie des moins de 60 kg. Il bat en finale le Japonais Hiroaki Hiraoka sur ippon.

## Palmarès
- Jeux olympiques d'été :
  - Jeux olympiques de 2012 à Londres :
    -  Médaille d'or en judo hommes -60 kg.
- Championnats du monde :
  - Championnats du monde 2010 à Tokyo :
    -  Médaille de bronze en judo hommes -60 kg.
- Championnats d'Europe :
  - Championnats d'Europe de judo 2009 à Tbilissi :
    -  Médaille d'or en judo hommes -60 kg.

  - Championnats d'Europe de judo 2011 à Istanbul :
    -  Médaille de bronze en judo hommes -60 kg.

  - Championnats d'Europe de judo 2016 à Kazan :
    -  Médaille de bronze en judo hommes -66 kg.